# Hattie Elizabeth Alexander
Hattie Elizabeth Alexander   (Baltimore, 5 d'abril de 1901 - Ohio, 24 de juny de 1968) fou una metgessa pediatra i microbiòloga estatunidenca. És coneguda pel seu desenvolupament dels primers remeis eficaços per a la infecció causada per l'Haemophilus influenzae, la grip comuna; i també contra la meningitis, a més de ser un dels primers científics a identificar i estudiar la resistència als antibiòtics.

## Primers anys i educació
Alexander va néixer a Baltimore, Maryland, i es va graduar al Goucher College el 1923. Va treballar al Servei de Salut Pública dels Estats Units i al Servei de Salut Pública de Maryland, i després es va matricular a la Facultat de Medicina de la Universitat Johns Hopkins, on va obtenir el doctorat el 1930.

## Carrera
El 1932 es va convertir en instructora i investigadora del Departament de Pediatria de la Universitat de Colúmbia, on va passar tota la seva carrera professional.
A principis de la dècada del 1940, Alexander va començar a investigar l'Haemophilus influenzae (Hib), aleshores una malaltia gairebé invariablement mortal en nadons i nens petits. Entre 1941-1945 va ser consultora del secretari de guerra, Henry L. Stimson a la Comissió de la grip. Va desenvolupar un antisèrum millorat per a la malaltia, en combinar la teràpia antisèrum amb l'ús de sulfamides, i va desenvolupar tècniques estandarditzades per al seu diagnòstic i tractament. Ella i la seva associada, Grace Leidy, van ajudar a reduir la taxa de mortalitat per Hib de gairebé el 100% a menys del 25%. Més tard, Alexander i Leidy van estudiar l'efecte dels antibiòtics sobre l'Hib, i van descobrir que l'estreptomicina era altament eficaç. L'ús combinat de l'antisèrum, les sulfamides i els antibiòtics va reduir significativament la taxa de mortalitat per Hib.
En el curs de la seva investigació sobre antibiòtics, Alexander va assenyalar i va informar de l'aparició de soques de Hib resistents als antibiòtics. Va concloure, correctament, que això era causat per mutacions genètiques aleatòries en l'ADN que van ser seleccionades positivament a través de l'evolució; ella i Grace Leidy van demostrar l'aparició de transformacions en el bacil Hib, cosa que provocava resistència.
Va morir de càncer de fetge a la ciutat de Nova York el 1968.

## Premis i honors
Alexander va rebre nombrosos premis i guardons per la seva tasca, inclosos el premi E. Mead Johnson (1942), el premi Elizabeth Blackwell (1956) i el premi Memorial Oscar B. Hunter (1962). El 1964 va ser elegida presidenta de l'American Pediatric Society, essent ella la primera dona elegida per a aquest càrrec.